# 2022년 동계 올림픽 체코 선수단
2022년 동계 올림픽 체코 선수단은 2022년 2월 4일부터 20일까지 중화인민공화국 베이징에서 열린 2022년 동계 올림픽에 참가한 올림픽 체코 선수단이다.

## 메달 집계
| 종목 | 1 | 2 | 3 | 합계 |
| 종목 | ' | ' | ' | '    |
| 종목 | ' | ' | ' | '    |
| 종목 | ' | ' | ' | '    |
| 합계 | ' | ' | ' | '    |

## 종목별 성적

### 노르딕복합
- 루카시 다네크
- 온드르제이 파조우트
- 토마시 포르티크
- 얀 비트르발

### 루지
남자
- 미하엘 레이세크
- 즈데네크 페크니
- 필리프 베이델레크

여자
- 안나 체지코바

### 바이애슬론
남자
- 미쿨라시 카를리크
- 미할 크르치마르시
- 야쿠프 슈트브르테츠키
- 밀란 젬리치카
- 아담 바츨라비크

여자
- 마르케타 다비도바
- 루치에 하르바토바
- 예시차 이슬로바
- 테레자 보보르니코바
- 에바 푸스카르치코바

### 봅슬레이
남자
- 도미니크 드보르자크
- 야쿠프 노세크
- 얀 신델라르시
- 도미니크 잘레스키

### 쇼트트랙
여자
- 미하엘라 흐루조바

### 스노보드
남자
- 라데크 호우세르

여자
- 샤르카 판초호바
- 주자나 마데로바
- 에스테르 레데츠카
- 벤둘라 호피아코바

### 스켈레톤
여자
- 안나 페른스타토바

### 스키점프
남자
- 로만 코우델카
- 체스트미르 코지셰크
- 빅토르 폴라셰크
- 필리프 사칼라
- 라데크 리들

여자
- 클라라 울리호바
- 아네슈카 인드라치코바
- 카롤리나 인드라치코바

### 스피드스케이팅
여자
- 마르티나 사블리코바
- 니콜라 즈드라할로바

### 알파인스키
남자
- 크리슈토프 크리즐
- 얀 자비스트르잔

여자
- 에스테르 레데츠카
- 테레자 노바
- 바르보라 노바코바
- 엘레세 솜메로바
- 가브리엘라 차포바
- 마르티나 두보프스카

### 크로스컨트리
남자
- 아담 펠네르
- 페트르 크노프
- 미할 노바크
- 얀 페호우셰크
- 온드르제이 체르니
- 루데크 셸레르

여자
- 테레자 베라노바
- 페트라 노바코바
- 카테르지나 야나토바
- 페트라 힌치초바
- 주자나 홀리코바

### 프리스타일
여자
- 니콜 쿠체로바

### 피겨스케이팅
남자 싱글
- 미할 브르제지나

여자 싱글
- 엘리슈카 브르제지노바

페어
- 엘리자베타 즈후크
- 마르틴 비다르시

아이스댄스
- 나탈리에 타스흘레로바
- 필리프 타스흘레르